# Unity Tower
Unity Tower ist der Name des zweithöchsten Hochhauses in Krakau, im Verwaltungsbezirk Grzegórzki, das aus einer Investitionsruine ausgebaut wurde, die im Volksmund Szkieletor genannt war. 
Es handelte sich um ein 92 Meter (24 Etagen) hohes Hochhaus. 

## Geplante Nutzung

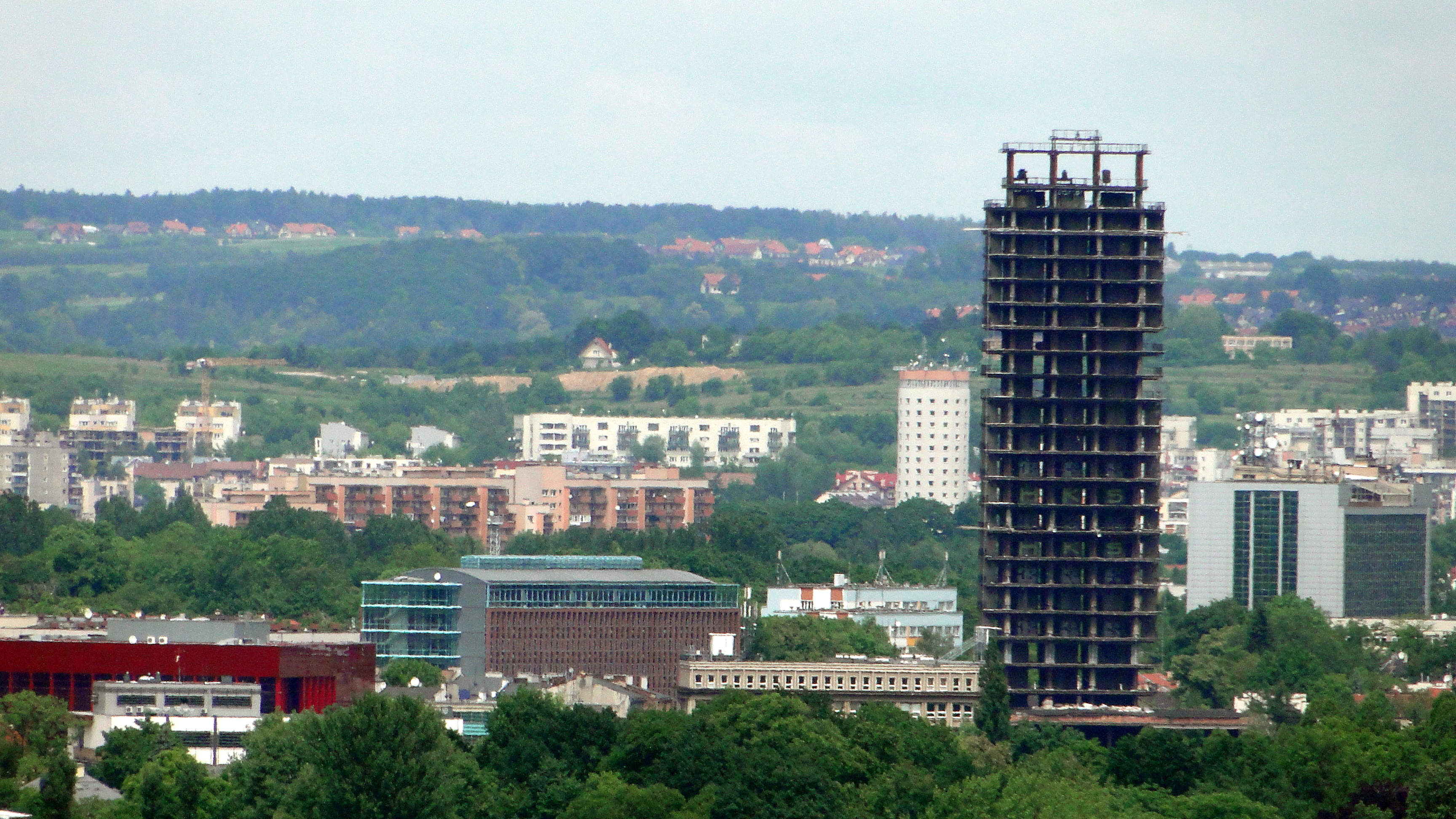
Der unfertige Skeletor im Jahr 2014

Das Gebäude wurde von den Architekten Zdzisław Arct und Krzysztof Leśnodorski geplant. Es sollte ursprünglich Hauptsitz der Naczelna Organizacja Techniczna  werden. 
Mit dem Bau wurde 1975 begonnen, 1979 wurden die Bauarbeiten eingestellt und erst 2016 wieder aufgenommen. Den Spitznamen Szkieletor erhielt die an ein Skelett erinnernde Bauruine von der Figur Skeletor aus der in den 1980er Jahren populären Comicserie Masters of the Universe.
In den 1980er Jahren kam die Idee auf, das unfertige Gebäude als Wohnhaus fertigzustellen, um dem Wohnungsmangel entgegenzuwirken, was jedoch nicht realisiert wurde. In den 1990er Jahren interessierte sich eine Hotelkette für das Haus, wegen der ungeklärten Eigentumsverhältnisse kam es jedoch nicht zum Verkauf. 2004 plante ein britischer Investor, die Bauruine zu sprengen und an ihrer Stelle zwei niedrigere Apartmenthäuser zu errichten. 2005 verkaufte der bisherige Eigentümer „Węglozbyt“ das Gebäude schließlich für 30 Millionen Złoty an das eigens für diesen Zweck gegründete Unternehmen Treimorfa Project sp. z o.o., dessen Mehrheitseigner die Verity Development sp. z o.o. ist. In der Folge wurden Pläne bekannt, das Gebäude von derzeit 92 auf 130 Meter Höhe aufzustocken. Dagegen regte sich jedoch Widerstand der Denkmalschutzbehörden. Schließlich einigte man sich auf eine Höhe von 102,5 Metern. 

## Fertigstellung
Das im Jahr 2020 eröffnete Gebäude enthält Apartments, ein Hotel und Büroräume, sowie eine Galerie oder ein Café an der Spitze. Zusätzlich entstanden um das Haupthaus niedrigere, 25 Meter hohe Gebäude.
Das Hochhaus befindet sich in der Nähe des Rondo Mogilskie.